# Цухвиль
Цухвиль (нем. Zuchwil) — город в Швейцарии, в кантоне Золотурн. 
Хотя Цухвиль имеет население менее 10 000 человек и не соответствует критериям города, определённым Федеральным статистическим управлением (BFS), он исторически считается городом и включается в справочники городов. 
Входит в состав округа Вассерамт. Официальный код — 2534.
Население составляет 9041 человек (на 31 декабря 2019 года). 